# Jean-Baptiste Gabriel de Cossart d'Espiès
Jean-Baptiste Gabriel de Cossart, comte d'Espiès, seigneur de Brassy, Ville-sous-Corbie, Hardancourt, Laudancourt et autres lieux, né le 23 mai 1706 et mort le 14 décembre 1779 au château d'Omécourt, est un général français.

## Biographie
D'une famille de Picardie, Jean-Baptiste Gabriel de Cossart d'Espiès est le fils de Louis Vespasien de Cossart, marquis d'Espiès, et d'Anne de Lâtre de Brassy, ainsi que le frère de Louis-Vespasien de Cossart d'Espiès (1706-1788). Il épouse  Marie Geneviève de Chambon d'Arbouville  puis  Justine Emilie de Vion de Gaillon (sœur d'Antoine de Vion de Gaillon).
Page de la Chambre du roi en 1719, lieutenant réformé en 1721 puis capitaine réformé au régiment du Roi-infanterie en 1723, il obtient une compagnie dans le régiment de La Ferronnays cavalerie le 14 août 1731. Promu mestre de camp de cavalerie en 1744 puis brigadier des armées du roi en 1748, il prend part à de nombreuses campagnes entre 1733 et 1760, dont les campagnes d'Italie (1733-1735), de Bohème (1742), de Bavière (1743), en Piémont (1744), sur le Rhin (1745), en Flandre (1746), durant laquelle il assure les fonctions de maréchal général des logis de la Cavalerie dans l'armée du prince de Conti, et toutes celles de la guerre de Sept Ans. Dans la campagne de 1762, à la tête d'un corps de quinze bataillons et de douze escadrons, il porte secours au prince Xavier de Saxe le 23 juillet sans aucun ordre, contraignant l'ennemi à repasser la Fulda.
Maréchal des camps et armées du roi, il est nommé gouverneur de Sainte-Menehould et, avec l'agrément du roi, est employé à l'armée d'Allemagne en 1761. Il est promu lieutenant général des armées du roi l'année suivante. 
Le 11 avril 1770, il est fait commandeur de l'ordre royal et militaire de Saint-Louis.

## Sources
- La Promotion des Lieutenans généraux des armées du Roi, du 25. Juillet 1762. & les Maréchaux de camp depuis la création de cette Charge jusqu'en 1715, 1763
- Victor-François de Broglie, Correspondance inédite de Victor-François, duc de Broglie, maréchal de France, avec le prince Xavier de Saxe, 1760